# Daniel Toroitich arap Moi
Daniel Toroitich arap Moi, conosciuto anche col nomignolo swahili Nyayo, che significa "impronte" (Kurieng'wo, 2 settembre 1924 – Nairobi, 4 febbraio 2020), è stato un politico keniota, presidente del Kenya dal 1978 al 2002.
Fu il successore di Jomo Kenyatta, a cui dichiarò più volte di ispirarsi politicamente. È stato membro del partito politico Kenya African National Union. Gli successe alla presidenza Mwai Kibaki.

## Origini ed entrata in politica
Moi è nato nel villaggio di Kurieng'wo, divisione amministrativa Sacho, distretto di Baringo, Provincia Rift Valley, allevato dalla madre Kimoi Chebii successivamente alla morte precoce del padre. Completata la scuola secondaria, ha frequentato il Tambach Teachers Training College nel Distretto di Keiyo. Vi ha studiato dal 1946 al 1955.
Nel 1955 Moi entra in politica quando diviene Membro del Legislative Council della Rift Valley. Nel 1960 fonda il Kenya African Democratic Union (KADU) assieme a Ronald Ngala per sfidare il Kenya African National Union (KANU) sostenitore di Jomo Kenyatta. Il KADU ambisce alla difesa degli interessi delle piccole tribù/etnie minoritarie, come i Kalenjin alla quale Moi appartiene, contro il dominio delle grandi etnie Luhya e Gĩkũyũ, tribù che costituivano la maggioranza dei membri del partito KANU (lo stesso Kenyatta era un Kikuyu). Il KADU premeva per una costituzione federale, mentre il KANU era favorevole ad un sistema centralista. Alla fine il più forte KANU ed il governo britannico rimossero tutte le norme federali previste nella costituzione.
Nel 1957 Moi fu rieletto Membro del Legislative Council per la Rift Valley. Divenne Ministro dell'Istruzione nel Governo che precedette l'indipendenza nel periodo 1960–1961.

## Vicepresidenza
Dopo l'indipendenza, il 12 dicembre 1963, Kenyatta convince Moi che i rispettivi partiti KADU e KANU devono unirsi per completare il processo di decolonizzazione. In Kenya pertanto si instaura di fatto un regime a partito unico, dominato dall'alleanza Kĩkũyũ-Luo. Con un riguardo particolare sulle terre fertili della rift valley abitate dai membri dell'etnia di Moi, le tribù dei Kalenjin, Kenyatta si assicura il suo appoggio, prima promuovendo Moi come Ministro dell'Interno nel 1964, e successivamente a Vicepresidente del Kenya nel 1967. Come membro delle tribù minoritarie Moi costituiva un compromesso accettabile dalle etnie maggioritarie. Moi fu eletto nell'Assemblea Nazionale, il Parlamento del Kenya nel 1963 per la Baringo North Constituency (distretto di Baringo del Nord). Dal 1966 sino al suo ritiro nel 2002 ha lavorato per la Baringo Central Constituency.
Moi fronteggiò l'opposizione dell'élite dei Kikuyu conosciuta come la Kiambu Mafia che avrebbe preferito uno dei suoi candidabili alla elezione a Presidente. Questo si tradusse in un tentativo di modifica della costituzione per evitare che il vicepresidente assumesse la carica automaticamente alla morte del Presidente. Tuttavia Kenyatta resistette alle pressioni e salvaguardò il ruolo di Moi.

## Presidenza
Alla morte di Kenyatta il 22 agosto 1978, Moi divenne presidente e prestò giuramento.
Godette di popolarità diffusa in tutto il Paese. Iniziò a ricercare un contatto diretto con le popolazioni, in antitesi con lo stile di Kenyatta, più chiuso nelle stanze del potere.
Il 1º agosto 1982 un gruppo di ufficiali e sottufficiali dell'aeronautica guidati da Hezekiah Ochuka tentarono un colpo di Stato facendo inizialmente soccombere le forze leali al Presidente.
Moi colse l'opportunità per cacciare gli oppositori e consolidare il potere. Ridusse l'influenza degli "uomini di Kenyatta" nel Governo durante la lunga inchiesta giudiziaria che identificò negli stessi i traditori. Moi li perdonò ma non prima che fosse chiaro pubblicamente il loro ruolo di cospiratori. I principali cospiratori, incluso Ochuka vennero condannati a morte in quelle che furono le ultime esecuzioni capitali in Kenya. Nominò i suoi collaboratori più fidati nei ruoli chiave e modificò la Costituzione per stabilire de jure un sistema a partito unico.
Gli accademici si opposero e nelle università e nei college sorsero dei movimenti che cercavano di introdurre riforme democratiche. La polizia segreta si infiltrò nei movimenti costringendo all'esilio molti membri. Il Marxismo non poteva più essere insegnato nelle Università del Kenya. Nacquero movimenti segreti, come Mwakenya e Pambana.
Il regime di Moi ora era uno dei confini della Guerra Fredda, con una economia in crisi dovuta agli aumenti dei prezzi del petrolio e dal calo dei prodotti dell'agricoltura. Nel contempo l'Occidente si accordava col Kenya perché diventato un avamposto strategico contro le influenze comuniste provenienti dall'Etiopia e Tanzania.
Il Kenya beneficiò di molti aiuti internazionali; il paese fu considerato ben governato, con Moi leader legittimo saldamente in carica. Il crescere della repressione politica, incluso l'uso della tortura, furono deliberatamente non considerate dalla maggior parte della comunità internazionale.
Tuttavia alla fine della Guerra Fredda emerse un nuovo modo di considerare Moi, sempre più visto come tiranno, aiutato con l'accordo di realizzare le attese riforme politico/economiche. Una delle condizioni fondamentali imposte al regime, principalmente dall'Ambasciatore degli USA Smith Hempstone, fu il ripristino del multipartitismo.
Moi si adoperò per ottenere questo contro una agguerrita opposizione, convincendo a forza i delegati alla conferenza del partito KANU a Kasarani nel dicembre 1991.
Moi vinse le elezioni presidenziali nel 1992 e nel 1997, guastate entrambe da omicidi politici. Fu capace di gestire i conflitti etnici in questo contesto, sfruttando le sempre presenti paure delle piccole tribù dominate dalle grandi.
In assenza di una effettiva opposizione organizzata Moi non aveva difficoltà a prevalere. Sebbene sospettato di brogli elettorali che si sono verificati, la spiegazione delle sue vittorie in entrambe le occasioni fu la divisione dell'opposizione.

## Ritiro
La costituzione impediva a Moi di partecipare anche per le presidenziali del 2002. Alcuni dei suoi sostenitori proposero di emendare la costituzione per permettergli di correre per un terzo mandato, ma Moi preferì ritirarsi, scegliendo Uhuru Kenyatta, il figlio del primo presidente del Kenya, come suo successore. Vinse Mwai Kibaki col doppio dei voti rispetto a Uhuru Kenyatta, e proclamato Presidente il 29 dicembre 2002. Moi passò la mano a Nairobi, durante una cerimonia scarsamente organizzata, ma che vide una folla mai vista prima in attesa, apertamente ostile a Moi.
Moi da allora viveva in ritiro, evitato dall'establishment politico attuale, ma ancora molto popolare presso le masse. Si era recentemente pronunciato contro la proposta di una nuova costituzione, definendola contro le aspirazioni del popolo e fornendo una indicazione di voto decisivo per il "No" nel referendum. Kibaki chiamò Moi per concordare un incontro per discutere il da farsi dopo la bocciatura del referendum.
Il 25 luglio 2007 Kibaki designò Moi come inviato di pace nel Sudan (per la crisi del Darfur), considerata la sua grande esperienza e conoscenza degli affari africani, nonché la sua elevata statura di uomo di stato. La stampa speculava che Moi e Kibaki pianificassero un'alleanza in vista delle elezioni di dicembre 2007 
Il 28 agosto 2007, Moi annunciò il suo appoggio alla rielezione di Kibaki e criticò aspramente le due opposizioni del cartello Arancione (Partito ODM) Orange Democratic Movement guidato da Raila Odinga, definendole di natura tribale.

## Notizie Personali
Daniel arap Moi sposò Lena Moi (nata Helena Bommet) nel 1950, ma si separarono nel 1974. Per questo "Mama Ngina", la moglie di Jomo Kenyatta, mantenne lo status di first lady. Lena morì nel 2004. Daniel arap Moi ha otto figli, cinque maschi e tre femmine. Tra questi vi è Gideon Moi, Jonathan Toroitich (un pilota di rally) e Philip Moi (ufficiale dell'esercito in pensione). 
Gideon Moi è tra l'altro membro del parlamento in rappresentanza della Baringo Central constituency, un posto occupato solo dal padre. Inoltre condiziona assieme al padre, che mantiene una considerevole influenza nel partito, il KANU party, il primo partito dominante in Kenya, del quale Gideon è membro. Il suo unico fratello, il maggiore William Tuitoek è morto nel 1995.